# Orazio Falconieri
Orazio Paolo Falconieri, I marchese Falconieri (Firenze, 1579 – Roma, 17 febbraio 1664), è stato un nobile italiano.
Fu proprietario di villa e palazzo Falconieri, affidandone le ristrutturazioni a Francesco Borromini del quale fu uno dei patroni.

## Biografia

### Le origini e la famiglia
Orazio Falconieri nacque a Firenze nel 1579, figlio dei fiorentini Paolo Falconieri e di Maddalena Albizzi, nonché fratello di Lelio Falconieri, successivamente elevato a cardinale. 
Il 6 agosto 1615 sposò Ottavia Sacchetti (1590-1646), sorella del cardinale Giulio Cesare Sacchetti e figlia del banchiere fiorentino Giovanni Battista Sacchetti. Il padre di Orazio aveva fatto la sua fortuna con l'importazione di sale e l'ottenimento dell'appalto per la riscossione delle gabelle del sale nello Stato Pontificio. Orazio proseguì l'attività paterna, arricchendosi notevolmente e ottenendo infine il titolo di marchese e l'inclusione nella nobiltà romana. È risaputo come Orazio avesse avuto rapporti d'affari con il padre della sua futura moglie e che fu uno dei banchieri soci di Matteo suo cognato. Quando il primo marito di Ottavia, Piero Alberti (1564-1613), morì il matrimonio di Orazio venne considerato una scelta eccellente per entrambe le famiglie.

### Patrono delle arti

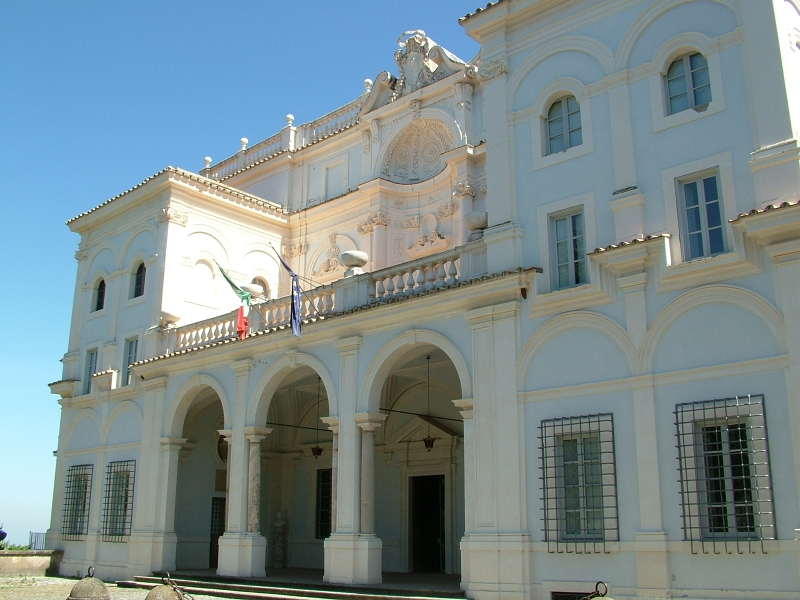
Villa Falconieri a Frascati

Falconieri acquistò Villa Falconieri a Frascati e ne commissionò a Francesco Borromini la ristrutturazione. Nel 1638 acquistò dai Farnese quello che divenne noto col nome di Palazzo Falconieri, che divenne la principale residenza romana della famiglia, servendosi ancora una volta del Borromini per le necessarie ristrutturazioni. Orazio incaricò sempre il Borromini di rinnovare la Basilica di San Giovanni Battista dei Fiorentini e costruire una cappella funeraria per la famiglia Falconieri.

### Gli ultimi anni
Morì a Roma il 17 febbraio 1664. Il suo unico figlio, Paolo Francesco Falconieri (1626 - 19 gennaio 1696), assunse la proprietà dei beni dei Falconieri e succedette ai titoli di suo padre.